# Cải cách Kyōhō
Cải cách Kyōhō (享保の改革 Kyōhō no kaikaku, Hưởng Bảo cải cách) là một loạt các chính sách kinh tế và văn hóa do Mạc phủ Tokugawa tiến hành vào năm 1736 vào giữa thời kỳ Edo. Những cải cách này được Tướng quân đời thứ 8 Tokugawa Yoshimune chủ xướng trong suốt hai mươi năm đầu thời kỳ cầm quyền của ông.

## Ý nghĩa tên gọi
Trong tên gọi Cải cách Kyōhō, "Kyōhō" dùng để chỉ nengō (niên hiệu Nhật Bản) sau Shōtoku và trước Genbun. Nói cách khác, Cải cách Kyōhō xảy ra trong năm Kyōhō, thời kỳ tính từ tháng 7 năm 1716 đến tháng 4 năm 1736 trong thời kỳ Edo lớn hơn (nhưng không phải nengō). Cải cách phần nào trùng lặp vào thời đại tiếp theo, được công bố vào năm Kyōhō thứ 21 (1736) vào ngày 21 của tháng thứ 4 để đánh dấu lễ đăng quang của Thiên hoàng Sakuramachi.

## Mục đích cải cách

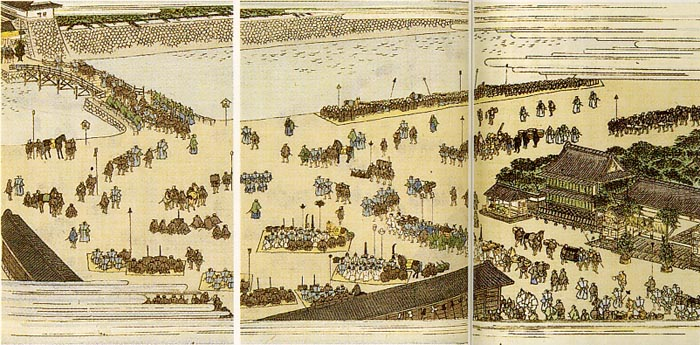
Hàng loạt Daimyo tham gia một lễ hội tại Edo từ Tokugawa Seiseiroku, Bảo tàng Lịch sử Quốc gia Nhật Bản

Cải cách này nhằm mục đích làm cho Mạc phủ Tokugawa dung hòa nền tài chính quốc gia, và ở một mức độ nào đó, còn nhằm cải thiện an ninh chính trị và xã hội. Vì những căng thẳng giữa hệ tư tưởng Nho giáo và thực tế kinh tế của Nhật Bản (các nguyên tắc của Nho giáo cho rằng tiền bạc đang làm ô uế so với sự cần thiết của nền kinh tế tiền tệ), Yoshimune thấy cần phải loại bỏ một số nguyên tắc Nho giáo đang cản trở quá trình cải cách của ông.
Cải cách Kyōhō bao gồm việc nhấn mạnh vào tính tiết kiệm, cũng như việc hình thành các hiệp hội thương nhân cho phép kiểm soát và đánh thuế nhiều hơn. Lệnh cấm sách phương Tây (trừ những sách liên quan hoặc đề cập đến Cơ Đốc giáo) đã được dỡ bỏ nhằm khuyến khích việc du nhập kiến thức và công nghệ phương Tây.
Quy chế luân phiên chầu hầu (sankin-kōtai) được nới lỏng. Chính sách này là một gánh nặng đối với các daimyō, do chi phí duy trì hai hộ gia đình và di chuyển người và hàng hóa giữa họ, đồng thời giữ gìn địa vị và bảo vệ vùng đất của họ khi họ vắng mặt. Cải cách Kyōhō đã giải tỏa phần nào gánh nặng này trong nỗ lực giành được sự ủng hộ Mạc phủ từ phía các daimyō.

## Niên đại
Sự can thiệp của Mạc phủ chỉ thành công một phần. Các yếu tố như động đất, nạn đói và các thảm họa khác đã làm trầm trọng thêm một số điều kiện mà Tướng quân dự định cải thiện.
- 1730 (Năm Kyōhō thứ 15): Mạc phủ Tokugawa chính thức công nhận Chợ gạo Dojima ở Osaka; và các giám sát viên Mạc phủ (nengyoji) được bổ nhiệm để giám sát thị trường và thu thuế.[3] Các giao dịch liên quan đến sàn giao dịch gạo được phát triển thành sàn giao dịch chứng khoán, được sử dụng chủ yếu cho các giao dịch chứng khoán đại chúng.[4] Sự phát triển của sản xuất nông nghiệp được cải thiện đã làm cho giá gạo giảm vào giữa những năm Kyōhō.[5]
- Ngày 3 tháng 8 năm 1730 (Ngày 20 tháng 6 năm Kyōhō thứ 15): Một đám cháy xảy ra ở Muromachi và 3.790 ngôi nhà bị lửa thiêu rụi. Hơn 30.000 khung dệt ở Nishi-jin đã bị phá hủy. Mạc phủ phân phát gạo.[6]
- 1732 (Năm Kyōhō thứ 17): Nạn đói Kyōhō là hậu quả sau khi một đàn châu chấu tàn phá mùa màng trong các cộng đồng nông nghiệp xung quanh biển nội địa.[7]

## Những cải cách về sau
Cuộc cải cách này được tiếp nối bởi ba cuộc cải cách khác trong thời kỳ Edo: cải cách Kansei (1789–1801), cải cách Tenpō (1830–1844) và cải cách Keiō (1866–1867).